# Karstadt
Karstadt Warenhaus GmBH er en tysk kæde af stormagasiner. Kæden består af 90 stormagasiner samt 32 sportsbutikker over det meste af Tyskland. Langt størstedelen drives under navnet Karstadt; dog driver kæden også stormagasinerne Oberpollinger i München og KaDeWe i Berlin. Hovedsædet er beliggende i Essen, og virksomheden omsatte i 2006 for 4,9 mia. euro. Antallet af ansatte var samme år ca. 32.000.
Karstadt blev grundlagt af Rudolph Karstadt, der åbnede sin første forretning i Wismar 14. maj 1881. Efterhånden voksede kæden til at blive landsdækkende. Mange af stormagasinerne er tegnet af kendte arkitekter, og de er oftest beliggende i bymidten. I 1999 blev Karstadt en del af Europas største stormagasin- og postordreselskab KarstadtQuelle AG, og i 2007 indgik KarstadtQuelle i Arcandor, der desuden ejer en del af rejsebureauet Thomas Cook Group.
Den 25. marts 2019 fremlagde Karstadt & Galeria Kaufhof det nye logo for det fusionerede selskab Galeria Karstadt Kaufhof. De lancerede også deres nye hjemmeside galeria.de samme dag.